# Saxofone alto
O saxofone alto, ou simplesmente sax alto, é um instrumento que integra a família dos saxofones desde sua origem, conforme o projeto de Adolphe Sax.
O saxofone alto é afinado em Eb (Mi bemol). Sua extensão abrange do Db3 ao Ab5 (extensão real), que grafada para o instrumento resulta em Bb3 ao F6, visto que se trata de um instrumento transpositor. Muitos modelos possuem uma chave para F# agudo. Há ainda raros modelos, como um utilizado por Ornette Coleman, que possuem uma chave a mais na região grave, que permite estender o registro um semitom para baixo (chegando ao A3 no instrumento / C3 de fato). Assim como outros saxofones, seu som é originalmente produzido a partir de uma palheta a qual é fixada na boquilha com a ajuda de uma braçadeira, que pode ser de metal, couro ou cordas.
Na música erudita há diversas peças conhecidas para saxofone alto solo, com orquestra, quarteto e outros grupos instrumentais, como por exemplo o concerto para saxofone alto de Alexander Glazunov. Este instrumento é também popular entre os músicos de jazz dos Estados Unidos. Um dos mais notáveis instrumentistas do saxofone alto foi Charlie Parker, que, junto a outros artistas do bebop, remodelou o jazz utilizando um novo tipo de fraseado, muito veloz, mas com sonoridade leve.
Paul Desmond foi um grande saxofonista de sax alto que ficou muito conhecido pela sua sonoridade "aveludada".